# Pays bassari
Pour les articles homonymes, voir Bassari.
Le pays bassari est un bien culturel du patrimoine mondial au Sénégal, inscrit en 2012.